# Coryanthes speciosa
Coryanthes speciosa är en orkidéart som beskrevs av William Jackson Hooker. Coryanthes speciosa ingår i släktet Coryanthes, och familjen orkidéer.

## Underarter
Arten delas in i följande underarter:
- C. s. espritosantense
- C. s. speciosa
- C. s. sumneriana

## Bildgalleri

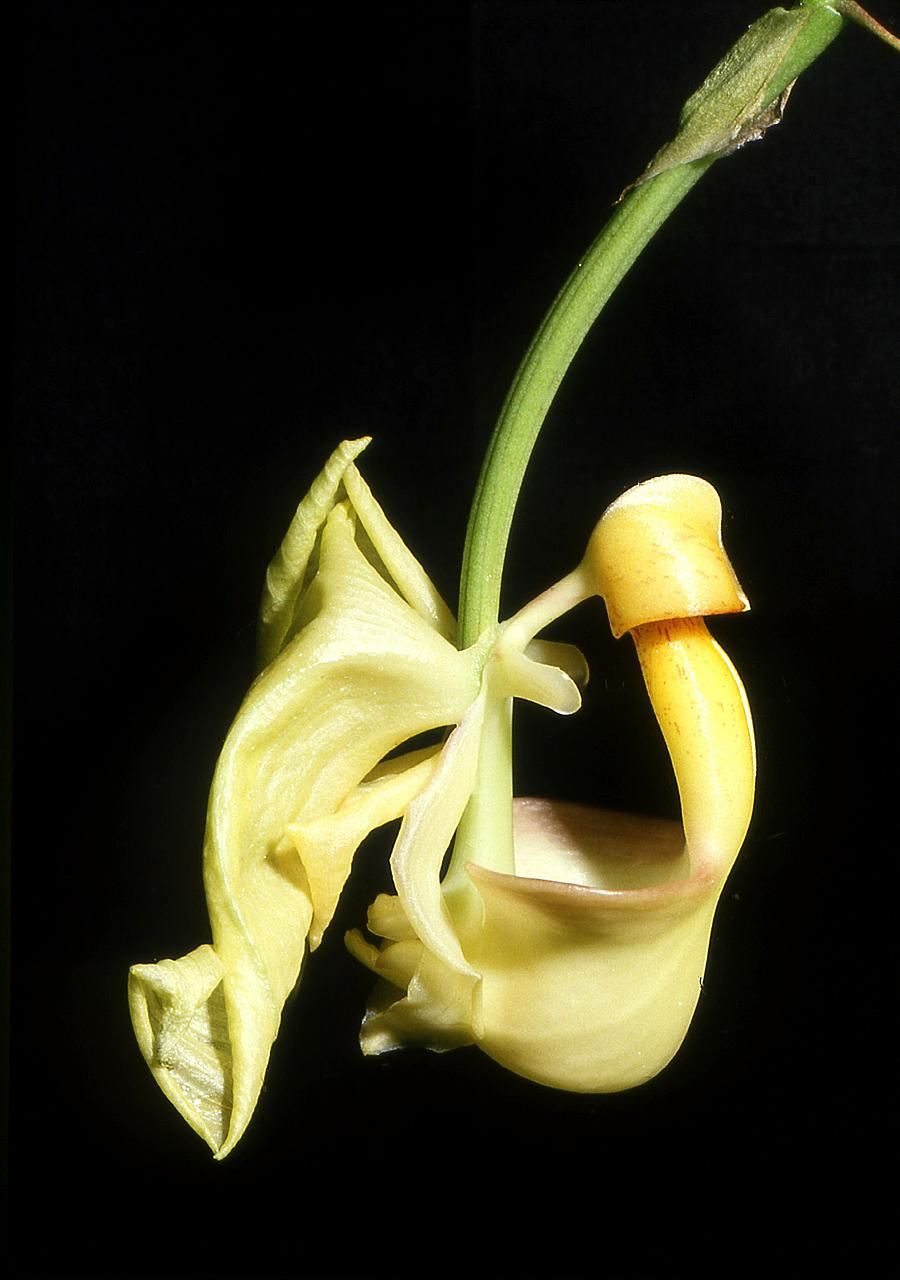
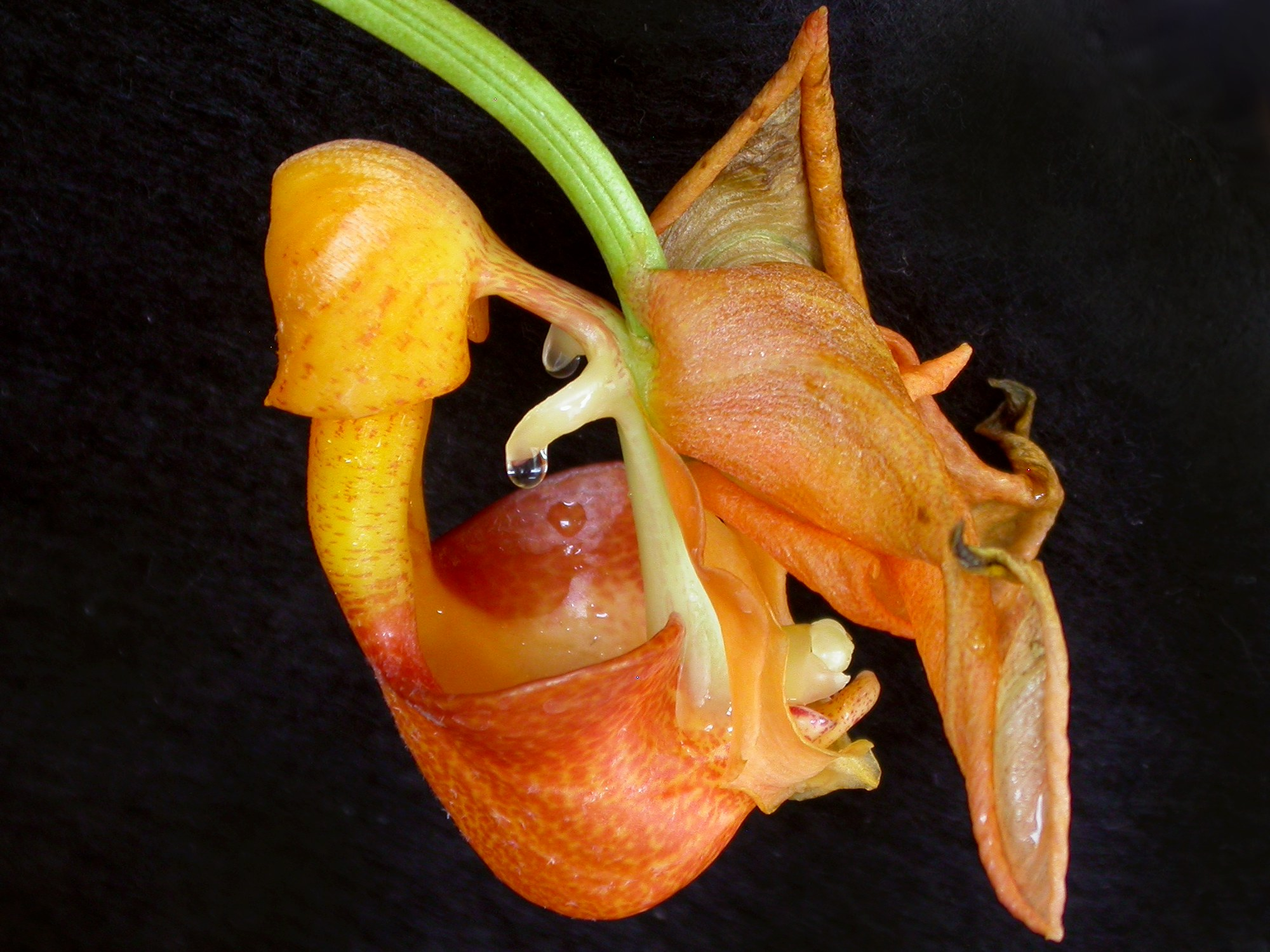
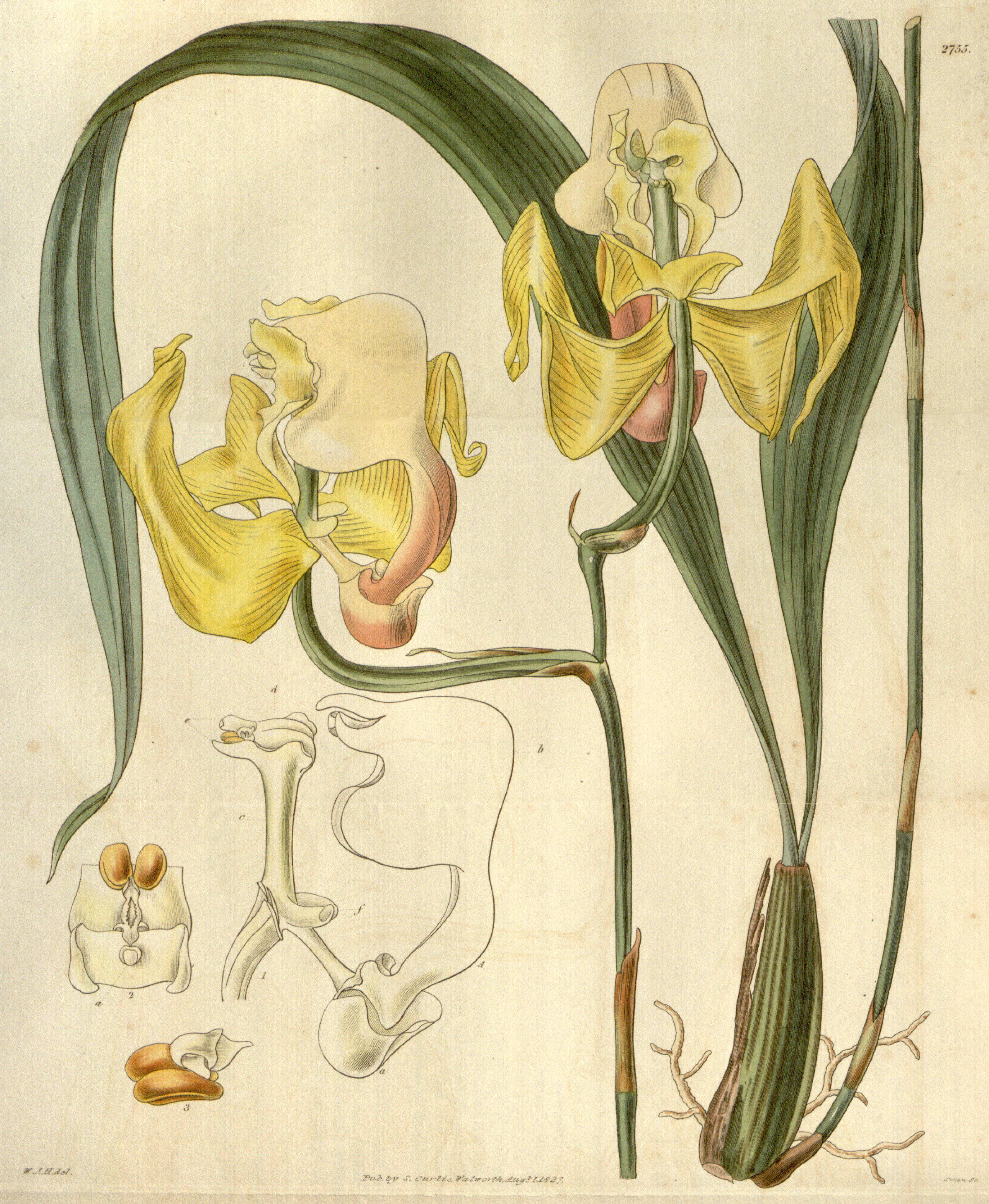
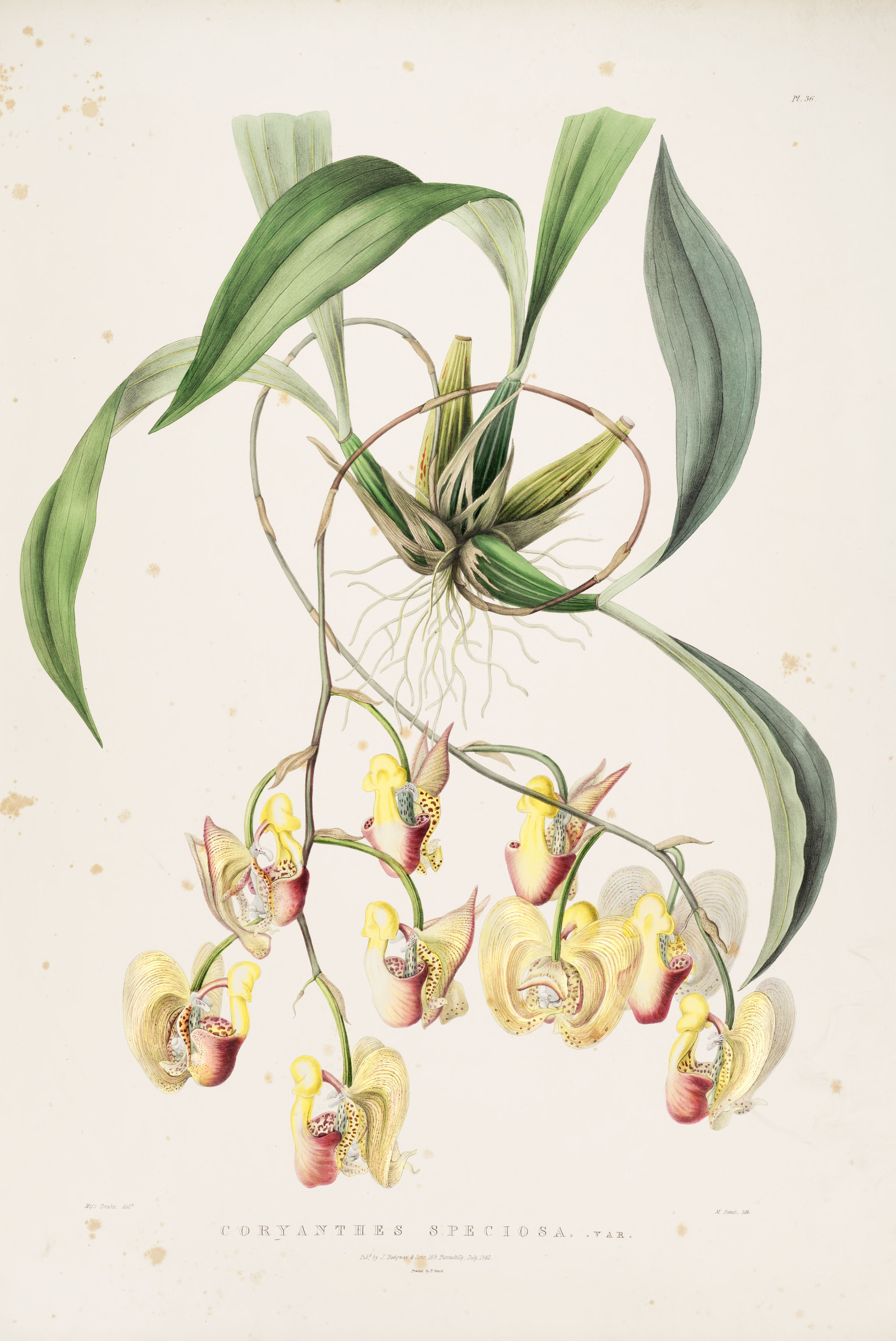
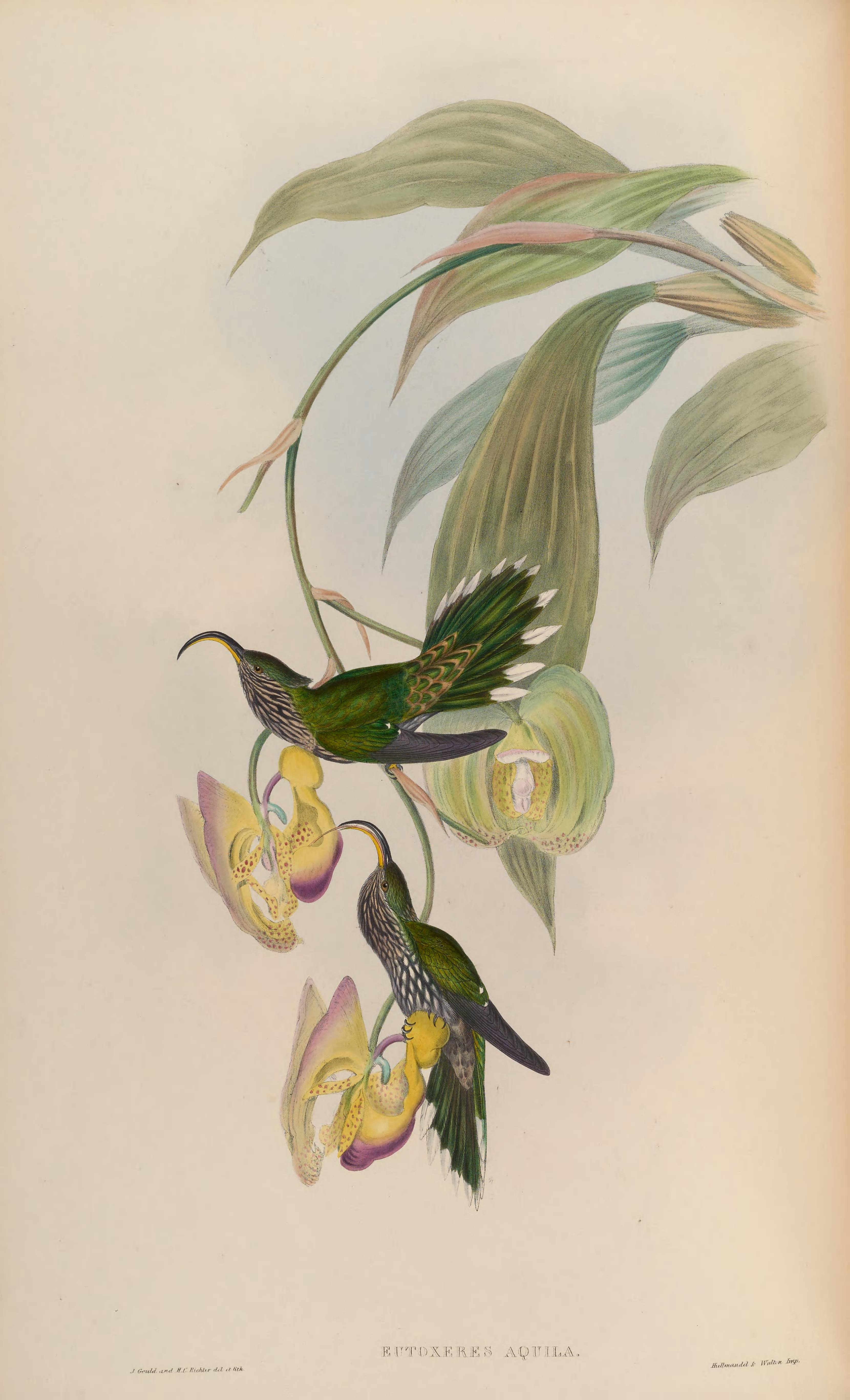
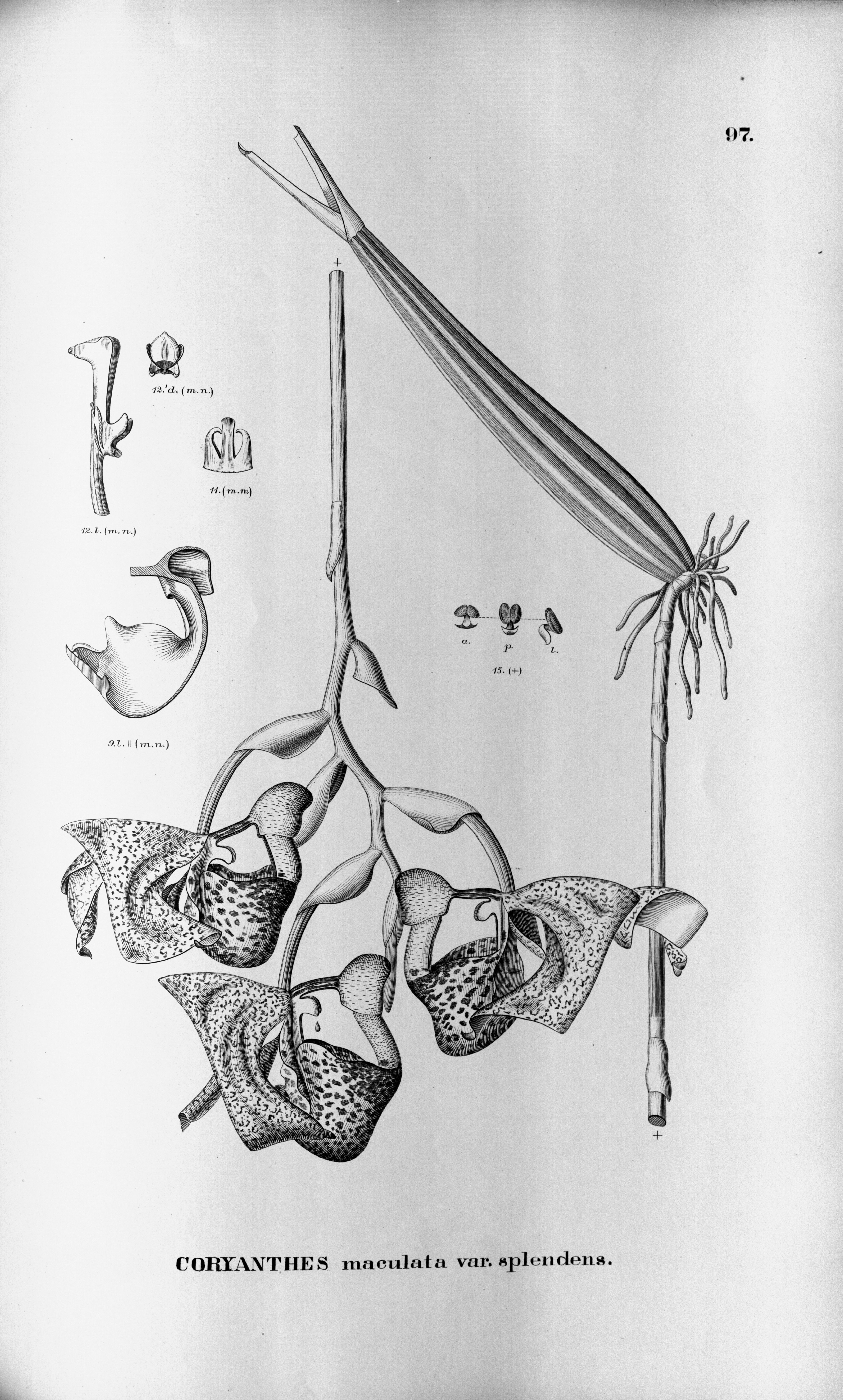